# Fred Kohlmar
Fred Kohlmar (* 10. August 1905 in New York City; † 13. Oktober 1969 in Hollywood, Los Angeles) war ein US-amerikanischer Filmproduzent.

## Leben
Fred Kohlmar wurde als Sohn des deutschen Emigranten Lee Kohlmar und Mina Wolferman in New York City geboren. Er war zunächst PR-Agent, ehe er als Assistent von Samuel Goldwyn erste Erfahrungen als Filmproduzent sammelte. Ab Ende der 1930er Jahre war er für verschiedene Filmstudios tätig, wie 20th Century Fox, Paramount Pictures und Columbia Pictures. Zu seinen Produktionen zählten sowohl Film noirs wie Feind im Dunkel (1946) als auch Filmmusicals wie Pal Joey (1957) und Filmkomödien wie Noch Zimmer frei (1962). Dabei arbeitete er mit einer Reihe bedeutender Regisseure zusammen, darunter Joseph L. Mankiewicz, John Ford, George Cukor und William Wyler. 1956 war das von ihm produzierte Columbia-Melodram Picknick (1955) mit William Holden und Kim Novak in den Hauptrollen in der Kategorie Bester Film für den Oscar nominiert.
Mit Maxine Marshall war Kohlmar bis zu seinem Tod im Jahr 1969 verheiratet. Seine letzte Produktion Das einzige Spiel in der Stadt (1970) wurde postum veröffentlicht. Sein Grab befindet sich auf dem Hillside Memorial Park Cemetery in Culver City.

## Filmografie (Auswahl)
- 1939: The Lady and the Mob – Regie: Benjamin Stoloff
- 1940: The Lone Wolf Strikes – Regie: Sidney Salkow
- 1941: Tall, Dark and Handsome – Regie: H. Bruce Humberstone
- 1941: Carioca – Regie: Irving Cummings
- 1942: The Lady Has Plans – Regie: Sidney Lanfield
- 1942: Are Husbands Necessary? – Regie: Norman Taurog
- 1942: Der gläserne Schlüssel (The Glass Key) – Regie: Stuart Heisler
- 1942: Gangsterfalle (Lucky Jordan) – Regie: Frank Tuttle
- 1943: Keine Zeit für Liebe (No Time for Love) – Regie Mitchell Leisen
- 1943: Riding High – Regie: George Marshall
- 1944: Der Morgen gehört uns (And Now Tomorrow) – Regie Irving Pichel
- 1945: Bring on the Girls – Regie Sidney Lanfield
- 1946: Feind im Dunkel (The Dark Corner) – Regie: Henry Hathaway
- 1946: The Well-Groomed Bride – Regie Sidney Lanfield
- 1947: The Late George Apley – Regie: Joseph L. Mankiewicz
- 1947: Ein Gespenst auf Freiersfüßen (The Ghost and Mrs. Muir) – Regie: Joseph L. Mankiewicz
- 1947: Der Todeskuß (Kiss of Death) – Regie: Henry Hathaway
- 1948: You Were Meant for Me – Regie: Lloyd Bacon
- 1948: Rache ohne Gnade (Fury at Furnace Creek) – Regie: H. Bruce Humberstone
- 1948: The Luck of the Irish – Regie: Henry Koster
- 1948: Ich heirate dich doch (That Wonderful Urge) – Regie: Robert B. Sinclair
- 1950: So ein Pechvogel (When Willie Comes Marching Home) – Regie: John Ford
- 1951: Call Me Mister – Regie: Lloyd Bacon
- 1951: You’re in the Navy Now – Regie: Henry Hathaway
- 1951: Cornelia tut das nicht (Elopement) – Regie: Henry Koster
- 1952: Die Legion der Verdammten (Les Miserables) – Regie: Lewis Milestone
- 1953: Down Among the Sheltering Palms – Regie: Edmund Goulding
- 1954: Die unglaubliche Geschichte der Gladys Glover (It Should Happen To You) – Regie: George Cukor
- 1954: Eine glückliche Scheidung (Phffft) – Regie: Mark Robson
- 1955: Meine Schwester Ellen (My Sister Eileen) – Regie: Richard Quine
- 1955: Für Amerikaner verboten? (Three Stripes in the Sun) – Regie: Richard Murphy
- 1955: Picknick (Picnic) – Regie: Joshua Logan
- 1956: Die Frau im goldenen Cadillac (The Solid Gold Cadillac) – Regie: Richard Quine
- 1957: Pal Joey – Regie: George Sidney
- 1958: Duell im Morgengrauen (Gunman’s Walk) – Regie: Phil Karlson
- 1959: Der Zorn des Gerechten (The Last Angry Man) – Regie: Daniel Mann
- 1960: Auf schrägem Kurs (The Wackiest Ship in the Army) – Regie: Richard Murphy
- 1961: Der Teufel kommt um vier (The Devil at 4 O’Clock) – Regie: Mervyn LeRoy
- 1962: Noch Zimmer frei (The Notorious Landlady) – Regie: Richard Quine
- 1963: Bye Bye Birdie – Regie: George Sidney
- 1965: Geliebte Brigitte (Dear Brigitte) – Regie: Henry Koster
- 1966: Wie klaut man eine Million? (How to Steal a Million) – Regie: William Wyler
- 1970: Das einzige Spiel in der Stadt (The Only Game in Town) – Regie: George Stevens